# Хрест «За видатні заслуги» (США)
Хрест «За видатні́ заслу́ги» (США) (англ. Distinguished Service Cross (DSC)  — друга за рангом найвища військова нагорода армії США, після медалі Пошани.
Хрестом «За видатні заслуги» нагороджуються військовослужбовці за проявлену на полі бою екстремальну хоробрість з ризиком для особистого життя під час бойових дій зі збройними формуваннями противника. Подвиг, за який військові заслуговують на нагородження хрестом «За видатні заслуги», повинний бути вище за вимоги для нагородження усіма іншими американськими нагородами за дії в бою, але не перевищувати критерії для нагородження медаллю Пошани. Хрест «За видатні заслуги» в армії еквівалентний Військово-морському хресту ВМС і Корпусу морської піхоти, хресту Повітряних сил Повітряних сил і хресту Берегової охорони. До створення хреста ПС у 1960 році льотчики нагороджувалися хрестом «За видатні заслуги».
Перше нагородження хрестом «За видатні заслуги» відбулося під час Першої світової війни. Крім того, ряд нагород було нагороджено за дії, які мали місце до Першої світової війни. У багатьох випадках медаллю нагороджували воїнів, які отримали Сертифікат медалі «За заслуги». На той час ця відзнака було єдиною нагородою за мужність і відвагу, якою армія відзначала за героїчні вчинки замість медалі Пошани. Інші нагородження відбулися як запізніле визнання за дії, які мали місце під час Філіппіно-американської війни, під час повстання боксерів та експедиції Панчо Вілья.
Хрест «За видатні заслуги» відрізняється від медалі «За видатні заслуги», яка присуджується солдатам армії на знак визнання виняткових заслуг перед урядом США при виконанні своїх службових обов'язків. Хрестом «За видатні заслуги» нагороджують лише за бойові дії, тоді як медаль «За видатні заслуги» не має такого критерія нагородження.

## Історія

### Заснування нагороди
Хрест «За видатні заслуги» був заснований президентом Вудро Вільсоном 2 січня 1918 року. Генерал Джон Дж. Першинг, головнокомандувач Американських експедиційних сил у Франції, звернувся до вищого керівництва США дозволити заснування армійської нагороди, крім медалі Пошани, якою відзначалися б військові армії за доблесну службу в бойових умовах, по аналогії з нагородами європейських армій, що билися у війні. Прохання про встановлення медалі було направлено від військового міністра до президента в листі від 28 грудня 1917 р. Актом Конгресу про встановлення цієї нагороди (193 — 65-й конгрес) від 9 липня 1918 р. міститься в 10 USC § 3742. 12 січня 1918 року загальним наказом військового відомства № 6 було оприлюднено заснування хреста «За видатні заслуги».
Перший ескіз хреста «За видатні заслуги» був розроблений капітаном Аймаром Е. Ембері II, офіцером інженерного резервного корпусу та військовим художником лейтенантом Дж. Андре Смітом. Перші медалі були викарбувані Монетним двором Сполучених Штатів за прототипом Гаетано Чечере, який також розробляв Солдатську медаль. В процесі роботи було прийнято рішення про внесення необхідних невеликих змін, щоб зробити медаль більш привабливою. Втім, за проханням генерала Першинга через гостру необхідність надходження цієї нагороди якомога скоріше для заохочення солдатів, перші сто медалей були виготовлені за оригінальним дизайном. Вони були надіслані з умовою, що заміни в другому дизайні (також пронумеровані від 1 до 100) будуть надані, як тільки вони будуть доступні. Ембері зробив модифікації з гіпсовою моделлю для другої (і чинної) версії нагороди, зробленої Джоном Р. Сіноком, який також ліпив зразки різних інших медалей, включаючи Пурпурове серце.
Регламент армії США (AR) 670-1, що регулює порядок носіння та зовнішній вигляд армійської уніформи та знаків розрізнення, та пов'язане з ним керівництво визначає, що хрест «За видатні заслуги» є другим в ієрархії військових нагород США, поступаючись лише медалі Пошани. Політика щодо нагород, повноважень, що затверджують, постачання та видачі нагород міститься в AR 600-8-22. 10 U.S.C. § 3991 [Архівовано 28 листопада 2021 у Wayback Machine.] передбачає підвищення на 10 % виплати пенсії для військовослужбовців, які були нагороджені хрестом «За видатні заслуги» та вийшли на пенсію зі стажем понад 20 років дійсної військової служби.

### Перша світова війна
З моменту запровадження хреста за заслуги в часи Першої світової війни відбулося 6309 нагородження цією новою відзнакою за проявлену екстремальну хоробрість, з ризиком для особистого життя в ході боїв; 6185 людей стали кавалерами хреста. Кілька десятків солдатів армії, а також вісім морських піхотинців і два офіцери французької армії отримали по два хрести «За видатні заслуги».
Кілька, здебільшого льотчики авіації американської армії, були заохочені три або більше разів. Капітан Едді Рікенбекер, кращий американській ас у війні, був нагороджений рекордними вісьмома хрестами за бойові заслуги, один з яких згодом був підвищений до медалі Пошани. Капітан Дуглас Кемпбелл і перший лейтенант Френк О'Дрісколл Хантер отримали по п'ять хрестів. Майор Рід Мак-Кінлі Чемберс був нагороджений чотирма хрестами «За видатні заслуги». Троє авіаторів отримали по три хрести — перші лейтенанти Мюррей К. Гатрі, Ральф А. О'Ніл та Глен А. Престон, льотчик-спостерігач. Серед інших видатних авіаторів були бригадний генерал Біллі Мітчелл, начальник авіації Американських експедиційних сил; другий лейтенант Френк Люк був нагороджений медаллю Пошани та двома хрестами «За видатні заслуги». Самнер Сьюолл, кавалер двох хрестів «За видатні заслуги», обіймав посаду губернатора штату Мен з 1941 по 1945 рік.
Серед наземних частин американської армії найвідомішими були полковник Джон Х. Паркер, командир 102-го піхотного полку 26-ї дивізії, єдиний військовий сухопутних частин у Першій світовій війні, який отримав чотири хрести «За видатні заслуги». Перший лейтенант Оскар Б. Нельсон із 168-го піхотного полку 42-ї дивізії був нагороджений тричі, третя нагорода була посмертною.
Кілька чоловіків, які раніше отримували медаль Пошани, отримали хрест за здійснені в Першій світовій війні подвиги. Найвизначнішим з них була легенда Корпусу морської піхоти, сержант-майор Даніель Делі, який двічі був нагороджений медаллю Пошани та отримав відзнаку хреста «За видатні заслуги» за героїзм, проявлений на посаді першого сержанта 73-ї роти 6-го полку морської піхоти під час битви за ліс Белло в червні 1918 року. Полковник Чарльз Еванс Кілборн-молодший, який отримав медаль Пошани за участь у філіппінському повстанні, був нагороджений хрестом «За видатні заслуги», будучи начальником штабу 89-ї дивізії. Перший лейтенант Джеймс Б. Макконнелл, також нагороджений медаллю Пошани за дії на Філіппінах як рядовий 33-го піхотного полку, отримав хрест «За видатні заслуги» посмертно, як перший лейтенант 4-го піхотного полку 3-ї дивізії.
Двоє нагороджених хрестом «За видатні заслуги» під час Першої світової війни заслужили медаль Пошани вже в роки Другої світової — майор (згодом бригадний генерал) Теодор Рузвельт-молодший командир батальйону 26-го піхотного полку 1-ї дивізії, син колишнього президента, і бригадний генерал (згодом генерал армії) Дуглас Макартур 42-ї дивізії. Серед інших кавалерів хреста «За видатні заслуги» в Першій світовій війні, які отримали визнання у Другій світовій війні, були Джордж С. Паттон-молодший і Карл Спаатс.

### Інтербелум
Одразу після завершення Першої світової війни хрестом «За видатні заслуги» армія відзначила 62 людини. Усі нагороджені брали участь в іноземній інтервенції під час Громадянської війни в Росії і отримали нагороди за дії в Північній Росії та Сибіру. Серед нагороджених хрестом «За видатні заслуги» у Сибіру і Північній Росії були Роберт Ейчелбергер, який отримав другу нагороду в Другій світовій війні, і Сідні К. Грейвс, який раніше отримав хрест «За видатні заслуги» в Першій світовій війні. Крім цього в міжвоєнний період, приблизно 132 нагороди було присуджено за дії в попередніх конфліктах, зокрема за подвиги, вчинені за роки Індіанських війн, Іспансько-американської війни, Філіппінського повстання та повстання боксерів, а також за час прикордонних конфліктів з Мексикою. П'ятнадцять солдатів, які раніше були нагороджені Сертифікатами медалі «За заслуги» за небойові вчинки в період з 1899 по 1917 роки, були також нагороджені хрестом «За видатні заслуги».
Серед найбільш відомих нагороджених хрестом «За видатні заслуги» після Першої світової війни за дії до війни був генерал Дж. Франклін Белл, начальник штабу армії з 1906 по 1910 рік. У 1920 році генерал Пейтон К. Марч, який тоді служив начальником штабу армії, був нагороджений хрестом «За видатні заслуги» за хоробрість у боях на Філіппінах під час Іспансько-американської війни, коли він був першим лейтенантом. Наступник Марча, генерал армій Джон Дж. Першинг, отримав хрест «За видатні заслуги» в 1941 році за хоробрість під час філіппінського повстання. Другий лейтенант Гордон Джонстон і капрал Артур М. Фергюсон, обидва нагороджені Сертифікатами медалей за філіппінське повстання, також були нагороджені хрестом «За видатні заслуги» за інші прояви мужності й відваги під час придушення повстання на Філіппінах. Майбутній губернатор Американського Самоа Отто Даулінг отримав хрест за прояв хоробрості під час реагування на пожежу на пороховому складі озера Денмарк, яким він тоді командував.

### Друга світова війна
За роки Другої світової війни було виготовлено трохи більше 5000 нагород хрест «За видатні заслуги». Підполковник Повітряних сил армії Джон Маєр, генерал-майор Джеймс А. Ван Фліт і майстер-сержант Ллевеллін Чілсон тричі стали кавалерами цієї відзнаки. Жаннетт Гайо та Вірджинія Хол були єдиними жінками, які отримали вищу нагороду армії США.
Низка американських військових, нагороджених хрестом «За видатні заслуги» в попередніх конфліктах, знову були відзначена, цього разу за мужність у боях Другої світової війни. Честер Хіршфельдер, капітан 5-го кулеметного батальйону 2-ї піхотної дивізії отримав свій перший хрест «За видатні заслуги» в 1918 році, в 1944 році отримав ще два, будучи вже полковником, командиром 9-го піхотного полку тієї ж дивізії. Троє володарів двох хрестів «За видатні заслуги» в Першій світовій війні — Дуглас Макартур, Генфорд Макнайдер і Гаррі Х. Семмс — отримали свій третій хрест у Другій світовій війні. Кілька людей, які отримали хрест у Першій світовій війні, отримали другий у Другій світовій війні. Серед них були Джордж С. Паттон-молодший, який другий хрест «За видатні заслуги» отримав вже як командувач 7-ї армії на Сицилії, і Фред Л. Волкер, командир 36-ї піхотної дивізії під час прориву з плацдарму Анціо та наступу на Рим. Генерал-лейтенант Роберт Ейчелбергер, чий перший хрест був присвоєний за доблесть у Сибіру в 1919 році, отримав другу за доблесть у Новій Гвінеї під час кампанії на Буна-Гона 1942—1943 років.
Трохи більше півсотні солдатів (і один матрос) отримали два хрести «За видатні заслуги» у Другій світовій війні. Матросом, удостоєним найвищої відзнаки армії США, був Джон Д. Балкелі, який також отримав медаль Пошани і Військово-морський хрест і став одним з найбільш нагороджених американців за часи Другої світової війни. Серед армійських військових, що двічі стали кавалерами хреста «За видатні заслуги» були Крейтон В. Абрамс-молодший, пізніше начальник штабу армії, Вільям О. Дербі, один із батьків рейнджерів армії США, та Роберт Т. Фредерік, командир 1-го американсько-канадського загону спеціальних військ. Шість десантників 82-ї повітрянодесантної дивізії отримали два хрести за заслуги: Чарльз Біллінгслі, Джеймс М. Гевін, Артур Ф. Горхем, Метью Б. Ріджвей, Рубен Генрі Такер III і Бенджамін Вандерворт. Кілька асів-винищувачів авіації армії США також отримали два хрести за заслуги, у тому числі Дональд Блейкслі, Пол П. Дуглас-молодший, Вільям Е. Дайс, Домінік «Дон» Джентіле, Джеральд Р. Джонсон, Чарльз «Мак» Макдональд, Джеймс Б. Морхед, Джей Т. «Кок» Роббінс, Девід С. Шиллінг, Вільям Т. Візнер-молодший і Рей С. Ветмор. Пілот бомбардувальника Річард Х. Кармайкл також отримав два хрести за заслуги.
Командир роти «E» 506-го парашутно-піхотного полку 101-ї повітрянодесантної дивізії Річард Вінтерс отримав хрест «За видатні заслуги» за участь у штурмі маєтку Брекур у день «Д»; рядовий 502-го парашутно-піхотного полку 101-ї повітрянодесантної дивізії Гаррісон К. Саммерс отримав хрест «За видатні заслуги» за участь у штурмі і захопленні будівельного комплексу «WXYZ» під час десантування в ході вторгненні до Нормандії.
Під час Другої світової війни дванадцять солдатів, троє льотчиків і два моряки отримали як медаль Пошани, так і хрест «За видатні заслуги»: в армії — Бернард П. Белл, Моріс Л. Брітт, Герберт Х. Берр, Леонард А. Функ, Джеррі Х. Кістерс, Джеймс М. Логан, Джордж Л. Мабрі-молодший, Дуглас Макартур, Оді Л. Мерфі, Джуніор Дж. Сперрієр, Джек Л. Тредвелл і Джонатан М. Вейнрайт; у Повітряних силах армії — Річард А. Бонг, Горас С. Карсвелл-молодший і Томас Б. Макгвайр-молодший; у ВМС — Джон Д. Балкелі та Семюел Д. Ділі (які також отримали чотири Військово-морські хрести). Один кавалер хреста «За видатні заслуги» Другої світової війни, Реймонд Харві, отримав медаль Пошани вже в ході Корейської війни.
Генерал Пол В. Тіббетс, командир 509-ї змішаної групи, був нагороджений хрестом «За видатні заслуги» генералом Спаатсом за пілотування «Енола Ґей», літака B-29 Superfortress, який скинув першу ядерну бомбу на Хіросіму.

### Корейська війна
За часи Корейської війни командуванням армії було здійснено трохи більше ніж 800 нагороджень хрестом «За видатні заслуги», з яких понад 300 проведено посмертно.
Ллойд Л. «Скутер» Берк, лейтенант 1-ї кавалерійської дивізії, Бенджамін Ф. Вілсон, майстер-сержант 7-ї піхотної дивізії, Льюїс Міллетт, капітан 27-го піхотного полку та ас-винищувач ПС Джордж А. Девіс, кожен отримали як медаль Пошани, так і хрест «За видатні заслуги» у війні в Кореї.
Полковник Артур Шампені, раніше нагороджений хрестом «За видатні заслуги» за хоробрість у боях за Сен-Мієль у вересні 1918 року та вдруге в Санта-Марія-Інфанте, Італія, у травні 1944 року, отримав третій хрест «За видатні заслуги» у вересні 1950 року за бойові заслуги у Корейській війні. Льотчик-винищувач Вільям Т. Віснер, лауреат двох хрестів за службу у Другій світовій війні був нагороджений третім хрестом у Кореї.
Десять учасників Другої світової війни другий Хрест «За видатні заслуги» отримали в Кореї. Серед них був Джон Т. Корлі, чий перший хрест «За видатні заслуги» був присвоєний у Північній Африці в березні 1943 року під час його служби в 1-й піхотній дивізії, а другий — у серпні 1950 року в 25-й піхотній дивізії, Гобарт Р. Гей, чий перший хрест був здобутий у 1944 році начальником штабу 3-ї армії Джорджа С. Паттона, а другим він був відзначений у 1950 році, коли він командував 1-ю кавалерійською дивізією. Волтон Вокер заслужив перший хрест «За видатні заслуги» у 1944 році, командуючи XX корпусом, а другий здобув у 1950 році як командувач 8-ї армії. Дев'ять людей отримали два хрести «За видатні заслуги» в Кореї; серед них був Едвард Алмонд, командир X корпусу.
Серед інших визначних кавалерів хреста «За видатні заслуги» часів Корейської війни — Гарольд К. Джонсон, пізніше начальник штабу армії, і Герберт Б. Пауелл, пізніше посол у Новій Зеландії (1963—1967). Разом з генералом Джонсоном, щонайменше п'ять інших кавалерів хреста «За видатні заслуги», учасників Корейської війни отримали чотиризіркове звання: Пол Л. Фріман, Кларк Л. Раффнер (нагороджений у 1951 році як командир 2-ї піхотної дивізії), Джон Л. Трокмортон і Джон Х. Міхаеліс (командував 502-м парашутно-десантним полком у Нормандії).
За бойові заслуги в Корейській війні 14 іноземних військових були відзначені вищою нагородою армії США.

### Війна у В'єтнамі
В ході бойових дій у В'єтнамській війні понад 1000 американських військових були удостоєні хреста «За видатні заслуги», серед яких майже 400 стали кавалерами посмертно.
Серед кавалерів хреста «За видатні заслуги», за бойові заслуги у В'єтнамі, що були згодом відзначені медаллю Пошани, були Патрік Брейді, пілот вертольоту 44-ї медичної бригади, і Роберт Л. Говард, сержант 1-го класу спецназу. Генерал-майор Кіт Л. Вер, який отримав медаль Пошани ще за роки Другої світової війни і загинув у бою у вересні 1968 року, хрест «За видатні заслуги» отримав посмертно.
Джеймс Ф. Голлінгсворт, який отримав хрест «За видатні заслуги» у квітні 1945 року як командир 2-го батальйону 67-го бронетанкового полку, отримав другу нагороду в листопаді 1966 року як помічник командира 1-ї піхотної дивізії і третю в березні 1967 року як в.о. командира цієї дивізії. Томас Х. Таккаберрі, який отримав свій перший хрест «За видатні заслуги» в Кореї, отримав другу нагороду у вересні 1966 року як командир батальйону 1-ї кавалерійської дивізії та третю у вересні 1969 року як командир 196-ї піхотної бригади Американської дивізії. Обидва пізніше дослужилися до генерал-лейтенантів.
Один кавалер відзнаки часів Другої світової війни, Вільям Е. Дюпюї, і двоє кавалерів Корейської війни, Річард Е. Кавазос і Ральф Пакетт, отримали другий хрест «За видатні заслуги» у В'єтнамі. І Дюпюї, і Кавазос пізніше піднімуться в ранзі до повного генерала.
Серед інших нагороджених хрестом «За видатні заслуги» у В'єтнамській війні було кілька людей, які пізніше дослужилися до звання повного генерала. Серед них, крім Дюпюї та Кавазоса, були Пол Ф. Горман, який пізніше командував Південним командуванням США; Роберт К. Кінгстон, перший командувач Центрального командування США; Джеймс Дж. Ліндсей, який пізніше очолював Командуванням спеціальних операцій США; Тімоті Дж. Гроган, який пізніше служив заступником начальника штабу з доктрин у Командуванні підготовки та доктрини армії у форті Монро; і Луї К. Менетре, командувач Командування ООН у Кореї. Джон В. Вессі, нагороджений за доблесть під час операції «Джанкшен-Сіті» в березні 1967 року, став головою Об'єднаного комітету начальників штабів, пішовши у відставку в 1985 році. Фредерік К. Вейенд у 1967 році був нагороджений, командуючи 25-ю піхотною дивізією. Він служив начальником штабу армії з 1974 по 1976 рік. Бернард В. Роджерс, нагороджений у березні 1967 року перебуваючи в посаді заступника командира 1-ї піхотної дивізії, змінив генерала Вейенда на посаді начальника штабу армії, а потім став Верховним головнокомандувачем НАТО в Європі (SACEUR). Александр М. Гейґ також отримав нагороду в березні 1967 року як командир батальйону 1-ї піхотної дивізії, випередив генерала Роджерса як головнокомандувач SACEUR і став держсекретарем в адміністрації Рейгана.

### Після В'єтнамської війни
Після війни у В'єтнамі хрестом «За видатні заслуги» неодноразово нагороджували військових американської армії та інших видів Збройних сил. Станом на грудень 2018 року відбулося 16 нагороджень за дії під час операції «Непохитна свобода — Афганістан». Станом на березень 2013 року хрестом «За видатні заслуги» було нагороджено 13 разів за дії під час операції «Свобода Іраку». Майстер-сержант Девід Р. Халбрунер був нагороджений хрестом за свої дії під час нападу терористів на Бенгазі 2012 року. Ще одна нагорода була вручена за дії під час нападу на готель у Бамако 2015 року.
Майор Марк Е. Мітчелл, 3-й батальйон 5-ї групи спецназу, був нагороджений хрестом «За видатні заслуги» за те, що він керував своєю командою проти чисельно переважаючих сил противника, щоб звільнити американця, який утримувався в полоні у фортеці Кала-і-Джанг, Мазарі-Шариф, Афганістан з 25 по 28 листопада 2001 року. Майстер-сержант Брендан В. О'Коннор, 2-й батальйон 7-ї групи спецназу, був нагороджений хрестом «За видатні заслуги» після того, як він 24 червня 2006 зняв бронежилет, щоб дістатися до пари поранених товаришів по команді та надати їм медичну допомогу, перебуваючи під обстрілом.